# Іннісфейл (Альберта)
Іннісфейл (англ. Innisfail) — містечко в Канаді, у провінції Альберта, у складі муніципального району Ред-Дір.

## Населення
За даними перепису 2016 року, містечко нараховувало 7847 осіб, показавши скорочення на 0,4%, порівняно з 2011-м роком. Середня густина населення становила 404,6 осіб/км².
З офіційних мов обидвома одночасно володіли 260 жителів, тільки англійською — 7 430, а 10 — жодною з них. Усього 460 осіб вважали рідною мовою не одну з офіційних, з них 20 — українську.
Працездатне населення становило 3 980 осіб (64,2% усього населення), рівень безробіття — 9,2% (11,8% серед чоловіків та 5,9% серед жінок). 88,6% осіб були найманими працівниками, а 10,2% — самозайнятими.
Середній дохід на особу становив $53 511 (медіана $37 728), при цьому для чоловіків — $71 023, а для жінок $37 105 (медіани — $52 971 та $29 016 відповідно).
32,2% мешканців мали закінчену шкільну освіту, не мали закінченої шкільної освіти — 22,8%, 45% мали післяшкільну освіту, з яких 21,1% мали диплом бакалавра, або вищий.
| Статево-вікова структура населення | Статево-вікова структура населення | Статево-вікова структура населення | Статево-вікова структура населення | Статево-вікова структура населення |
| ---------------------------------- | ---------------------------------- | ---------------------------------- | ---------------------------------- | ---------------------------------- |
|                                    |                                    |                                    |                                    |                                    |
| Всього                             | Всього                             | 49,2%50,8%                         |                                    |                                    |
| 0 — 14 років                       | 0 — 14 років                       |                                    | 18,3%                              | 18,3%                              |
| 15 — 64 років                      | 15 — 64 років                      |                                    | 61%                                | 61%                                |
| 65 і більше                        | 65 і більше                        |                                    | 20,8%                              | 20,8%                              |
| 85 і більше                        | 85 і більше                        |                                    | 3,1%                               | 3,1%                               |
| Середній вік (років)               | Середній вік (років)               | 40,344,1                           | 42,2                               | 42,2                               |
| Медіана (років)                    | Медіана (років)                    | 40,545,3                           | 43,0                               | 43,0                               |
| — чоловіки — жінки                 |                                    |                                    |                                    |                                    |

| Походження мешканців:     | Походження мешканців:     | Походження мешканців: | Походження мешканців: | Походження мешканців: |
| ------------------------- | ------------------------- | --------------------- | --------------------- | --------------------- |
| Походження                |                           |                       | осіб                  | %                     |
| Корінні американці        | Корінні американці        |                       | 590                   | 7.52%                 |
| Інше північноамериканське | Інше північноамериканське |                       | 2 530                 | 32.24%                |
| Європейське               | Європейське               |                       | 5 960                 | 75.95%                |
| британське                | британське                |                       | 4 425                 | 56.39%                |
| французьке                | французьке                |                       | 835                   | 10.64%                |
| українське                | українське                |                       | 620                   | 7.9%                  |
| Латинськоамериканське     | Латинськоамериканське     |                       | 10                    | 0.13%                 |
| Карибське                 | Карибське                 |                       | 25                    | 0.32%                 |
| Африканське               | Африканське               |                       | 25                    | 0.32%                 |
| Азійське                  | Азійське                  |                       | 395                   | 5.03%                 |

| Зайнятість населення за галузями (за класифікацією NOC): | Зайнятість населення за галузями (за класифікацією NOC): | Зайнятість населення за галузями (за класифікацією NOC): | Зайнятість населення за галузями (за класифікацією NOC): | Зайнятість населення за галузями (за класифікацією NOC): |
| -------------------------------------------------------- | -------------------------------------------------------- | -------------------------------------------------------- | -------------------------------------------------------- | -------------------------------------------------------- |
|                                                          |                                                          |                                                          |                                                          |                                                          |
| Управління                                               | Управління                                               |                                                          | 9,5%                                                     | 9,5%                                                     |
| Бізнес, фінанси та адміністрування                       | Бізнес, фінанси та адміністрування                       |                                                          | 13,1%                                                    | 13,1%                                                    |
| Природничі та прикладні науки                            | Природничі та прикладні науки                            |                                                          | 3,8%                                                     | 3,8%                                                     |
| Охорона здоров'я                                         | Охорона здоров'я                                         |                                                          | 6,5%                                                     | 6,5%                                                     |
| Освіта, правозахист, муніципальні та урядові служби      | Освіта, правозахист, муніципальні та урядові служби      |                                                          | 10,2%                                                    | 10,2%                                                    |
| Мистецтво, культура, відпочинок та спорт                 | Мистецтво, культура, відпочинок та спорт                 |                                                          | 0,9%                                                     | 0,9%                                                     |
| Роздрібна торгівля та послуги                            | Роздрібна торгівля та послуги                            |                                                          | 24,4%                                                    | 24,4%                                                    |
| Гуртова торгівля, транспорт та обладнання                | Гуртова торгівля, транспорт та обладнання                |                                                          | 21,6%                                                    | 21,6%                                                    |
| Природні ресурси, сільське господарство                  | Природні ресурси, сільське господарство                  |                                                          | 4,1%                                                     | 4,1%                                                     |
| Виробництво                                              | Виробництво                                              |                                                          | 5,7%                                                     | 5,7%                                                     |

## Клімат
Середня річна температура становить 2,9°C, середня максимальна – 21,9°C, а середня мінімальна – -18,8°C. Середня річна кількість опадів – 460 мм.
| Клімат поселення                              | Клімат поселення | Клімат поселення | Клімат поселення | Клімат поселення | Клімат поселення | Клімат поселення | Клімат поселення | Клімат поселення | Клімат поселення | Клімат поселення | Клімат поселення | Клімат поселення | Клімат поселення |
| Показник                                      | Січ.             | Лют.             | Бер.             | Квіт.            | Трав.            | Черв.            | Лип.             | Серп.            | Вер.             | Жовт.            | Лист.            | Груд.            |                  |
| Середній максимум, °C                         | −5,72            | −2,43            | 2,84             | 10,40            | 16,17            | 20,08            | 21,85            | 21,37            | 16,28            | 10,87            | 1,94             | −4,21            |                  |
| Середня температура, °C                       | −12,26           | −8,94            | −3,68            | 3,89             | 9,66             | 13,56            | 15,82            | 15,36            | 10,27            | 4,85             | −4,07            | −10,23           |                  |
| Середній мінімум, °C                          | −18,75           | −15,46           | −10,18           | −2,63            | 3,14             | 7,06             | 9,81             | 9,33             | 4,26             | −1,17            | −10,1            | −16,24           |                  |
| Норма опадів, мм                              | 17               | 13               | 18               | 20               | 53               | 86               | 83               | 66               | 54               | 19               | 14               | 17               |                  |
| Середньомісячна швидкість вітру, м/с          | 3.32             | 3.30             | 3.56             | 3.81             | 3.80             | 3.51             | 3.12             | 3.00             | 3.30             | 3.52             | 3.50             | 3.41             |                  |
| Середньомісячна сонячна радіація, кДж/м²·день | 3868             | 7168             | 12430            | 17313            | 20654            | 22017            | 22723            | 19196            | 13275            | 7999             | 4114             | 2926             |                  |
| --------------------------------------------- | ---------------- | ---------------- | ---------------- | ---------------- | ---------------- | ---------------- | ---------------- | ---------------- | ---------------- | ---------------- | ---------------- | ---------------- | ---------------- |
| Джерело:                                      |                  |                  |                  |                  |                  |                  |                  |                  |                  |                  |                  |                  |                  |

## Галерея

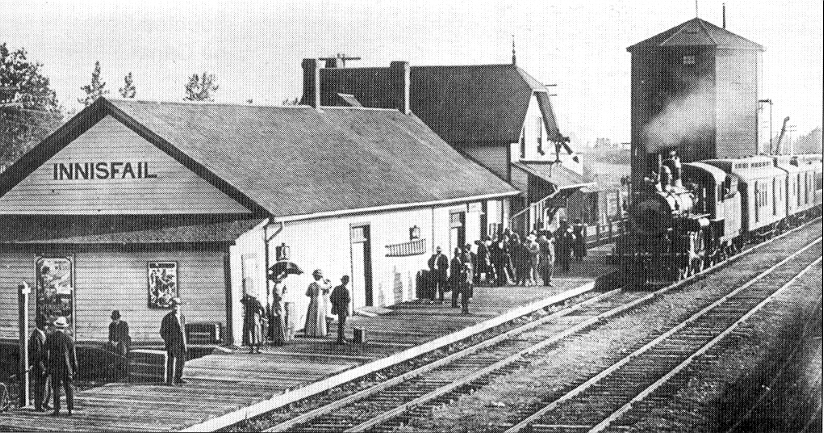
Залізнична станція (1890-ті)
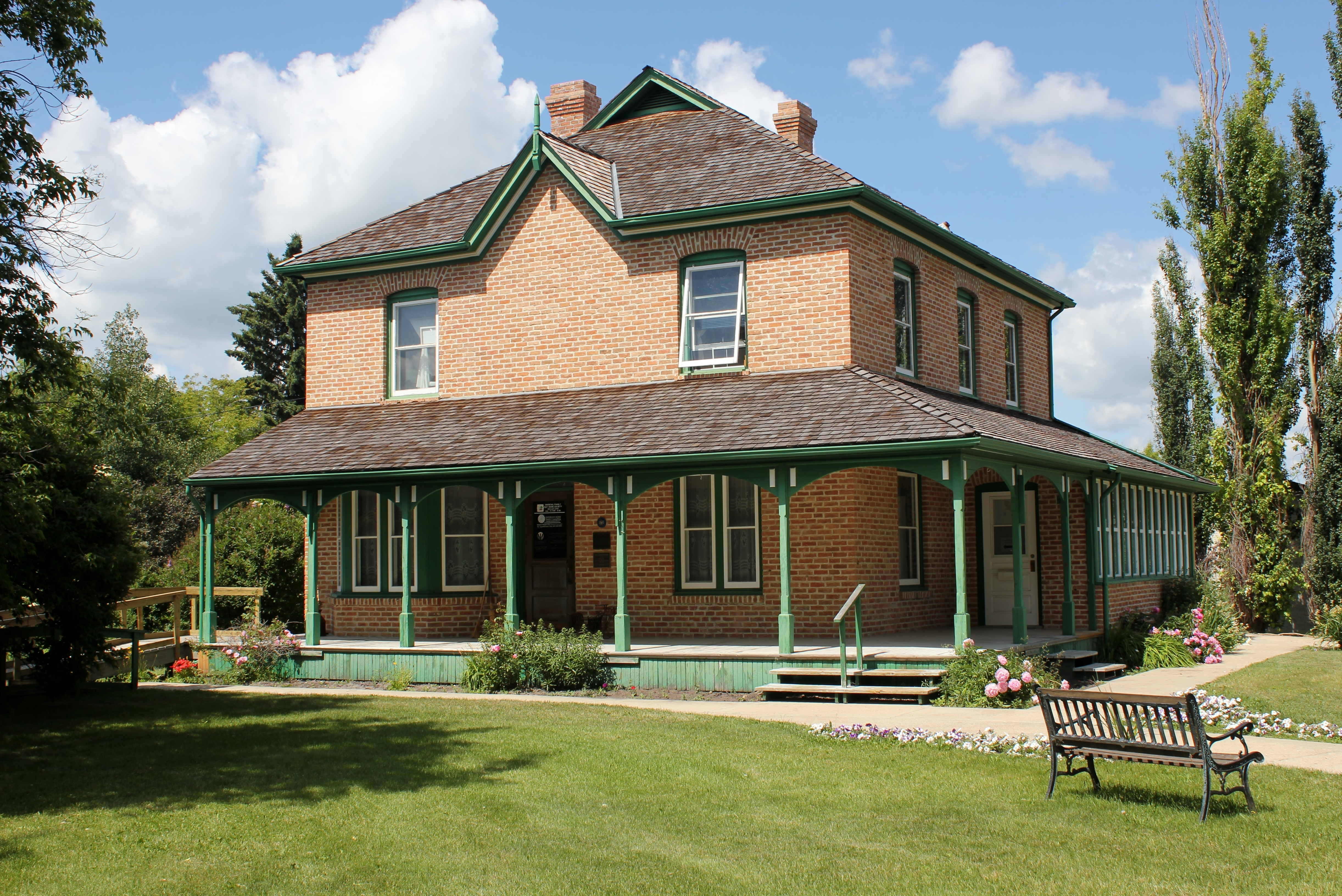
Будинок доктора Генрі Джорджа — пам'ятка культурної спадщини (2017)
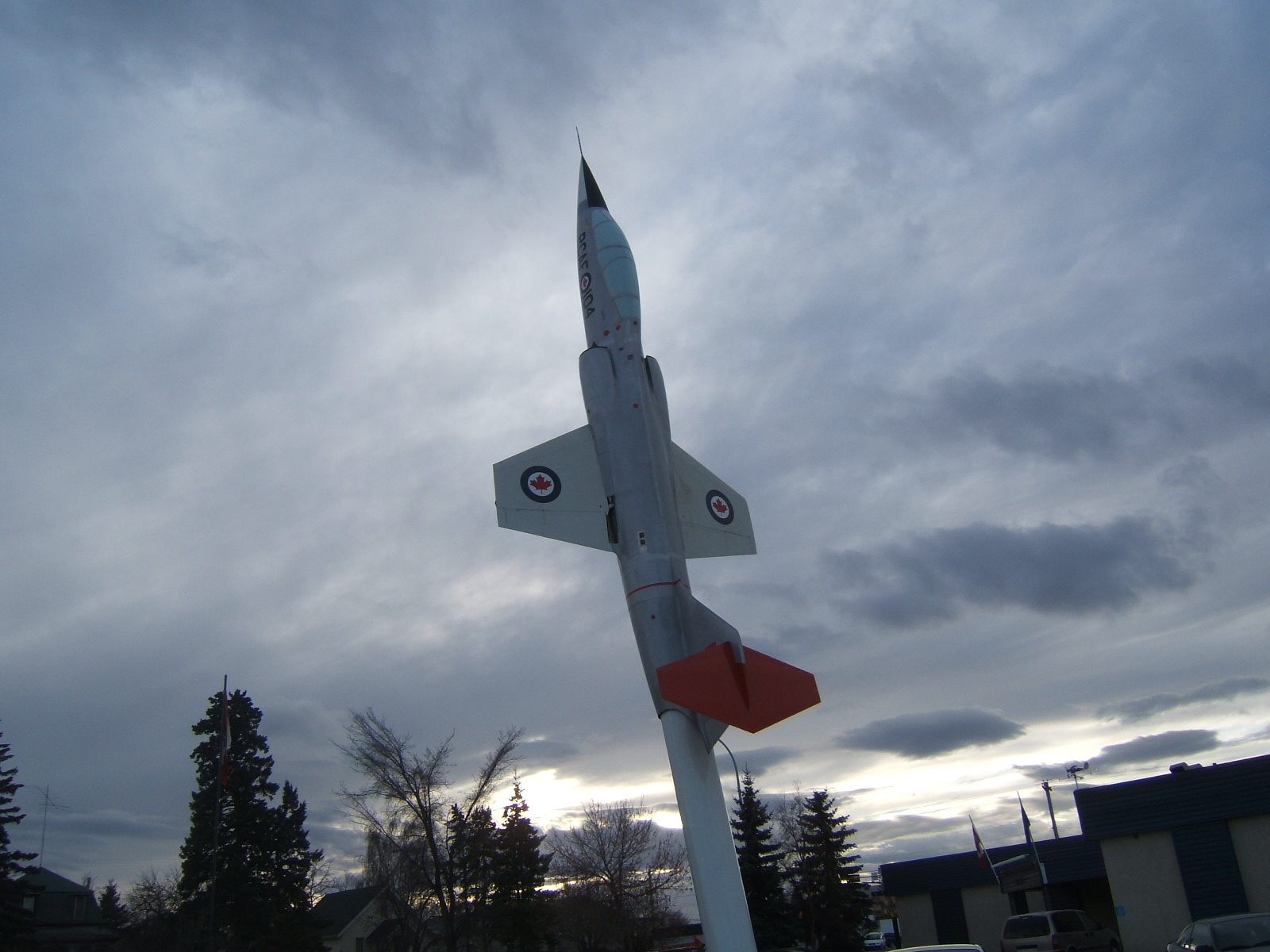
Літак-пам'ятник Canadair CF-104 Starfighter («Widowmaker» — «Вдовороб») (2007)